# 沢城利穂
沢城 利穂（さわき りほ、4月2日生まれ）は、日本の小説家。東京都出身。牡羊座。血液型はO型。

## 人物・概要
主にボーイズラブ作品を手掛けており、つたえゆずとの共同作品がほとんどである。シナリオ担当を務めた代表作「好きなものは好きだからしょうがない!!」は、テレビアニメ化もされた。2010年代前後からは、少女小説やティーンズラブ小説も手がけている。
同人活動も行っていたが、現在では基本的に商業ベースでの活動しか行っていない。

## 主要作品

### ゲーム
ボーイズラブゲーム
- 好きなものは好きだからしょうがない!!（プラチナれーべる・2000年 - 2003年）

### 小説
ボーイズラブ小説
- 好きなものは好きだからしょうがない!!（角川書店・2000年 - 2005年）
- オレ様には敵わない!シリーズ（角川書店・2005年 - 2007年）
- いきなり生徒会!?（角川書店・2006年）
- 恋のレッスン（フロンティアワークス・2008年）

ティーンズラブ小説
- 蜜愛 銀伯爵のシンデレラ （プランタン出版・2011年）
- 熱愛 南国王子のシンデレラ（プランタン出版・2011年）
- 囚愛: 籠のなかの花嫁（プランタン出版・2012年）
- 禁じられたX 二人のお兄様（プランタン出版・2012年）
- パーフェクトウェディング 伯爵に愛された花嫁（プランタン出版・2013年）
- 上海恋歌 ―青年貴族は華を奪う―（大誠社・2013年）
- 薔薇の淫愛 姫君は総統閣下に奪われて（プランタン出版・2013年）
- 蝶恋花 英国貴族と紅い糸（リブレ出版・2013年）
- 激愛 調教ロマネスク 伯爵様とティアドロップ（プランタン出版・2013年）
- 紳士達の愛玩（イースト・プレス・2014年）
- 藤花に濡れそぼつ 巫女の忍ぶ恋 貴公子の燃ゆる想い（大誠社・2014年）
- シュガリー・ウェディング フィアンセは国王陛下（三交社・2014年）
- 氷の略奪者（イースト・プレス・2015年）
- 一途な深愛 薔薇の庭で抱きしめて（プランタン出版・2015年）
- 忘れな恋 王は姫騎士を寵愛する（大誠社・2015年）
- 蜜婚 太陽と月に愛されて（プランタン出版・2015年）
- 蜜色マリアージュ（プランタン出版・2016年）
- 僕だけのシュガードール（イースト・プレス・2016年）
- 熱砂の蜜月 俺様王子の溺愛宣言!?（ブライト出版・2016年）
- 伯爵の献身的な淫愛（プランタン出版・2017年）

その他（少女小説）
- 私立カトレア学園 乙女は花に恋をする（一迅社・2009年）
- 白翼のマリアージュ 天使は愛を唄う（一迅社・2010年）
- プリンシアの花姫 シリーズ（一迅社･2012年 - 2013年）
- 桃源郷演義 仙女見習いは恋の修業中!?（一迅社･2014年）